# Coenosia connectens
Coenosia connectens är en tvåvingeart som först beskrevs av Willi Hennig 1961.  Coenosia connectens ingår i släktet Coenosia och familjen husflugor. Inga underarter finns listade i Catalogue of Life.